# Fides (agentura)
Fides je zpravodajská agentura Městského státu Vatikán, která informuje zejména o katolických misiích. Byla založena v roce 1927 a je součástí Kongregace pro evangelizaci národů. Její tiskové zprávy byly na počátku vydávány v angličtině, francouzštině a krátce i v polštině, později začaly vycházet také v italštině (1929), španělštině (1930), němčině (1932), čínštině (1998), portugalštině (2002) a arabštině (2008). Má svůj fotografický archiv, který obsahuje asi 10 000 fotografií z let 1930 až 1990.